# Diócesis de Caacupé
La diócesis de Caacupé (en latín: Dioecesis Caacupensis) es una circunscripción eclesiástica de la Iglesia católica en Paraguay. Se trata de una diócesis latina, sufragánea de la arquidiócesis de Asunción. Desde el 29 de junio de 2017 su obispo es Ricardo Jorge Valenzuela Ríos.

## Territorio y organización
La diócesis tiene 4948 km² y extiende su jurisdicción sobre los fieles católicos de rito latino residentes en el departamento de Cordillera.
La sede de la diócesis se encuentra en la ciudad de Caacupé, en donde se halla la Catedral basílica de Nuestra Señora de los Milagros, el más importante santuario paraguayo.
En 2021 en la diócesis existían 22 parroquias.

## Historia

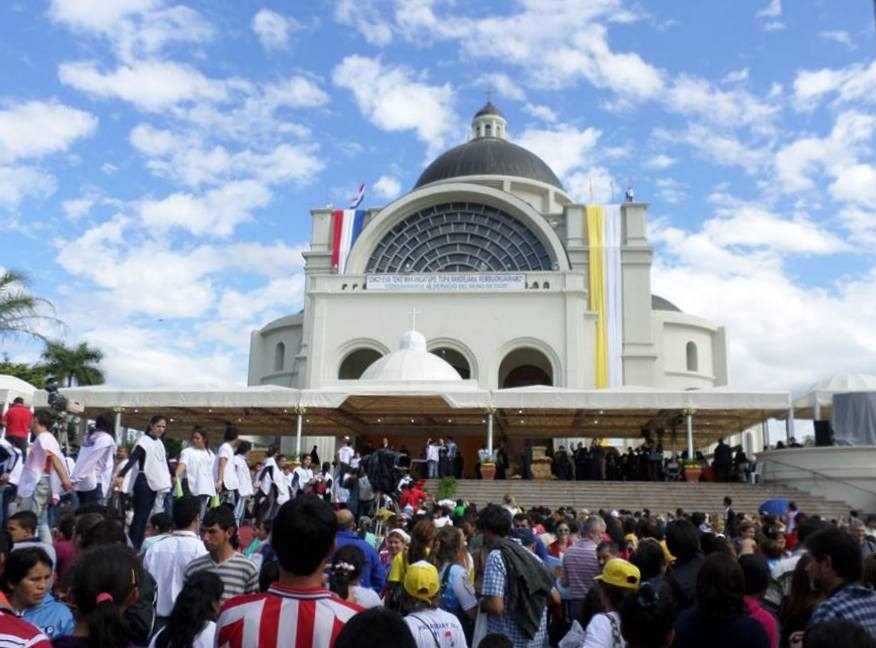
Basílica de Caacupé previa misa papal, 2015

La prelatura territorial de Caacupé fue erigida el 2 de agosto de 1960 con la bula Qui aeque ac Sanctus Petrus del papa Juan XXIII, obteniendo el territorio de la arquidiócesis de Asunción y de las diócesis de Concepción y de Villarrica (hoy diócesis de Villarrica del Espíritu Santo).
El 29 de marzo de 1967 la prelatura territorial fue elevada a diócesis con la bula Rerum catholicarum del papa Pablo VI.
La diócesis ha recibido visitas pastorales de papas en dos ocasiones: Juan Pablo II en 1988 y Francisco en 2015.

## Estadísticas
Según el Anuario Pontificio 2022 la diócesis tenía a fines de 2021 un total de 313 840 fieles bautizados.
| Año                                                                             | Población            | Población | Población      | Sacerdotes | Sacerdotes    | Sacerdotes    | Bautizados por sacerdote | Diáconos permanentes | Religiosos | Religiosos | Parroquias |
| Año                                                                             | Bautizados católicos | Total     | % de católicos | Total      | Clero secular | Clero regular | Bautizados por sacerdote | Diáconos permanentes | Varones    | Mujeres    | Parroquias |
| ------------------------------------------------------------------------------- | -------------------- | --------- | -------------- | ---------- | ------------- | ------------- | ------------------------ | -------------------- | ---------- | ---------- | ---------- |
| 1965                                                                            | 204 057              | 204 657   | 99.7           | 29         | 25            | 4             | 7036                     |                      | 2          | 20         | 17         |
| 1970                                                                            | 198 256              | 204 657   | 96.9           | 28         | 27            | 1             | 7080                     |                      | 1          | 24         | 17         |
| 1976                                                                            | 205 000              | 210 209   | 97.5           | 21         | 21            |               | 9761                     |                      | 4          | 20         | 18         |
| 1980                                                                            | 209 900              | 215 000   | 97.6           | 29         | 25            | 4             | 7237                     |                      | 8          | 19         | 20         |
| 1990                                                                            | 207 000              | 212 116   | 97.6           | 29         | 28            | 1             | 7137                     | 1                    | 1          | 36         | 21         |
| 1999                                                                            | 209 000              | 222 800   | 93.8           | 27         | 25            | 2             | 7740                     | 1                    | 3          | 47         | 19         |
| 2000                                                                            | 217 800              | 223 300   | 97.5           | 27         | 25            | 2             | 8066                     | 1                    | 3          | 59         | 19         |
| 2001                                                                            | 217 800              | 223 300   | 97.5           | 26         | 24            | 2             | 8376                     | 1                    | 3          | 58         | 19         |
| 2002                                                                            | 218 100              | 222 513   | 98.0           | 26         | 24            | 2             | 8388                     | 1                    | 3          | 53         | 20         |
| 2003                                                                            | 225 700              | 234 803   | 96.1           | 31         | 26            | 5             | 7280                     | 1                    | 6          | 58         | 20         |
| 2004                                                                            | 230 125              | 234 803   | 98.0           | 30         | 25            | 5             | 7670                     | 1                    | 6          | 46         | 20         |
| 2006                                                                            | 232 075              | 236 321   | 98.2           | 30         | 25            | 5             | 7735                     | 3                    | 8          | 42         | 20         |
| 2016                                                                            | 273 014              | 284 619   | 95.9           | 30         | 24            | 6             | 9100                     | 3                    | 9          | 38         | 22         |
| 2019                                                                            | 293 700              | 303 242   | 96.9           | 29         | 26            | 3             | 10 127                   | 4                    | 7          | 38         | 22         |
| 2021                                                                            | 313 840              | 311 273   | 100.8          | 29         | 26            | 3             | 10 822                   | 4                    | 7          | 38         | 22         |
| Fuente: Catholic-Hierarchy, que a su vez toma los datos del Anuario Pontificio. |                      |           |                |            |               |               |                          |                      |            |            |            |

## Episcopologio
- Ismael Blas Rolón Silvero, S.D.B. † (2 de agosto de 1960-16 de junio de 1970 nombrado arzobispo de Asunción)
- Demetrio Ignacio Aquino Aquino † (12 de junio de 1971-1 de noviembre de 1994 renunció)
- Catalino Claudio Giménez Medina, P. di Schönstatt (3 de junio de 1995-29 de junio de 2017 retirado)
- Ricardo Jorge Valenzuela Ríos, desde el 29 de junio de 2017